# Ног (Звёздный путь)
Ног (англ. Nog) — персонаж фантастического телесериала «Звёздный путь: Глубокий космос 9». Его играет актёр Арон Айзенберг.
Ног становится первым ференги в Звёздном флоте. Он сын Рома и племянник Кварка.

## Роль
Полутораметрового Айзенберга выбрали на роль Нога, так как продюсерам требовался взрослый актёр, который бы не выглядел слишком высоким рядом с молодым Сирроком Лофтоном.

## Обзор
Ног родился в 2353 году на Ференгинаре у Рома и Принадоры. Позже, он переехал с отцом на станцию Глубокий космос 9, где работал в баре у своего дяди Кварка. В то время Ног был очень озорным и склонным к делинквентному поведению. Вместе со своим новообретенным лучшим другом Джейком Сиско, он становится, хотя и неохотно, одним из первых учеников школы Кэйко О'Брайен. Когда Ром, под давлением Кварка и Великого Нэгуса Зека, забирает Нога из школы, Джейк втайне обучает его сам.
Осознавая неспособность своего отца обратить в капитал свои знания механики и электроники и не желая идти по его стопам, Ног решает выбрать себе карьерный путь, где он сможет чего-то достичь. После прохождения ференговского ритуала взросления, он подает запрос на прохождение обучения под руководством коммандера Бенджамина Сиско, для того чтобы попасть в Академию Звёздного флота. Нога принимают и он становится первым ференги в Звездном флоте.
Командование флота посылает Нога на станцию Глубокий космос 9 чтобы провести полевые учения. Вернувшись на станцию, он и Джейк переселяются в одну каюту, хотя, поначалу, его новоявленная дисциплина идёт врознь с расслабленными привычками Джейка. Как курсант, Ног служит под началом Майлза О’Брайена.
Нога повышают до звания энсина перед нападением флота на ГК9 (которую захватили кардассианцы и Доминион).
В 2374 году, Нога посылают на дипломатическую миссию на Ференгинар вместе с Джейком, который летит в роли гражданского корреспондента. После того как их корабль уничтожают Джем’Хадары, парней спасает «USS Валиант». На борту «Валианта», Джейк и Ног узнают что весь экипаж, включая старший командный состав, состоит целиком из членов элитной группы курсантов Академии под названием Красная эскадра. Ногу по душе работа с лучшими из лучших, а молодой капитан корабля вскоре временно повышает звание Нога и предлагает ему офицерский пост на «Валианте». Но этот высокомерный, чрезмерно рьяный, экипаж решает найти и уничтожить крупный звездолёт Доминиона… используя для этого лишь непроверенную научную теорию которая утверждает что определённое излучение частиц может ослабить структуру вражеского корабля. Джейк громко возражает этому необдуманному плану, но его не только игнорируют, но и запирают в камере заключения. Вступив в бой с огромным кораблём врага, экипаж с ужасом осознаёт что их теория ошибочна — излучение никак не влияет на структуру корабля. Вражеский линкор открывает ответный огонь и уничтожает «Валиант». Ногу, Джейку и одной курсантке удаётся выжить пробравшись в спасательную шлюпку. Остальные члены Красной эскадры погибают.
На AR-558, во время битвы в войне, солдат-Джем’Хадар отстреливает ногу Нога. Потерянную конечность доктор Башир заменяет на бионическую, но Ногу надо время чтобы оправиться от физической и психологической травмы, и привыкнуть к искусственной конечности.
Одним из последних действий капитана Сиско является повышение Нога до звания младшего лейтенанта.
В альтернативном будущем, Ног становится капитаном корабля.
В Зеркальной вселенной, Ног становится владельцем заведения на Терок Норе после смерти дяди и отца. Он помогает интенданту Кире Нерис сбежать из рук земных повстанцев, но, в знак благодарности, Кира убивает молодого ференги.
Ног предпочитает прятать свои деньги в сейфе под кроватью.